# Чукадибашево
Чукадиба́шево (рос. Чукадыбашево, башк. Соҡаҙыбаш) — село у складі Туймазинського району Башкортостану, Росія. Входить до складу Чукадибашевської сільської ради.
Населення — 359 осіб (2010; 361 у 2002).
Національний склад:
- башкири — 73 %